# IJzerplein
Het IJzerplein (Frans: Place de l'Yser) is een plein op het grondgebied van de stad Brussel. Het plein ligt aan de Kleine Ring van de Belgische hoofdstad en vormt daar de kruising met de Willebroekkaai, de Diksmuidelaan en de Handelskaai. Van het plein gescheiden door de zuidelijke rand van het Maximiliaanpark is de Helihavenlaan.
De Kleine Ring zelf wordt westwaarts (richting de brug over het Zeekanaal Brussel-Schelde) aangeduid als de Sainctelettesquare, ten oosten van het IJzerplein wordt de tegenklokse rijrichting aangeduid als Boudewijnlaan, de rijrichting klokwaarts (aan de zijde van de Alhambra- of Kaaienwijk in de Vijfhoek) is de Antwerpselaan.
Trekpleister op het plein is het iconische bouwwerk van de voormalige Citroëngarage uit de jaren dertig van de 20e eeuw, een erfgoedgebouw dat in de 21e eeuw een nieuwe bestemming kreeg als kunstencentrum KANAL-Centre Pompidou.
De metro van Brussel bedient de buurt met het metrostation IJzer, gelegen onder het plein.
Met de naam IJzerplein wordt de nagedachtenis aan de slag om de IJzer geëerd, een veldslag in de Eerste Wereldoorlog die plaatsvond van 18 tot 31 oktober 1914 waarbij de Duitse eenheden die de rivier IJzer wilden oversteken richting Duinkerke werden tegengehouden door Belgische en Franse troepen die achter de rivier stand hielden.

## Geschiedenis
Van 1847 tot 1910 bevond zich op de locatie van het IJzerplein het stapelhuis Groene Hond. Na de afbraak van dit depot, werden het plein en de omliggende straten in 1911 aangelegd.
Vlak ten noorden van het plein bevonden zich het voormalige treinstation Brussel-Groendreef van 1835 tot 1954 en van 1950 tot 1966 de Helihaven van Brussel. Van 1958 tot 1984 was het plein overwelfd door het viaduct van Koekelberg.